# آموس یوگا
آموس یوگا (انگلیسی: Amos Youga؛ زادهٔ ۸ دسامبر ۱۹۹۲) بازیکن فوتبال اهل جمهوری آفریقای مرکزی است.
از باشگاه‌هایی که در آن بازی کرده‌است می‌توان به باشگاه فوتبال المپیک لیون اشاره کرد.
وی همچنین در تیم ملی فوتبال جمهوری آفریقای مرکزی بازی کرده‌است.